# Бордонос Марія Григорівна
Марі́я Григо́рівна Бордоно́с (* 15 квітня 1907, Київ — 29 грудня 1997, Київ) — українська генетикиня, спеціалістка з селекції цукрових буряків, кандидатка біологічних наук, 1960 — лауреатка Ленінської премії — за створення нової форми рослини — однонасінного цукрового буряка.

## З життєпису
1931 року закінчила Київський інститут народної освіти.
З 1933 — старший лаборант лабораторії генетики, керівник — професор Савицький В'ячеслав Фабіанович — в Українському НДІ цукрової промисловості.
Брала участь у селекції однонасінної форми цукрових буряків. Відкрила цілий ряд генетичних особливостей явища однонасінності у цукрового буряка.
1940 року в Київський інститут цукрового буряка заїхав до своїх учнів — В'ячеслава та Олени Савицьких — Микола Вавилов, та був вельми здивований, що аспірантка Марія Бордонос вперше у світі вивела вид однонасінного буряка — це надавало можливість зменшити енерговитрати по вирощуванню в десятки разів.
У часі Другої світової війни працювала в евакогоспіталях з чоловіком-військовим лікарем.
1944 — старший науковий співробітник селекційно-генетичної лабораторії Всесоюзного НДІ цукрового буряка.
1948 в часі гонінь на генетиків за «морганістсько-менделістські погляди» усунута від роботи.
1957 відновилася як старший науковий співробітник по овочевих культурах та картоплі Української академії сільськогосподарських наук.
В її доробку більше 20 наукових праць.
Серед робіт:
- «Характер розщеплення та деякі особливості бурякових висадок з одноквітковим насінням», «Селекція та насінництво», 1938,
- «До вивчення спадковості однонасінності у буряка», «Харчопромвидав», 1939,
- «До характеристики гібридів одноросткового буряка», 1940,
- «До вивчення особливості гібридів F3-однонасінного буряка», 1941,
- «Однонасінність плодів цукрового буряка та питання виведення ононасінників», 1946, кандидатська дисертація,
- «Нові дані про успадкування прояву однонасінних плодів у гібридів першого покоління цукрового буряка», «Вісник сільськогосподарської науки», 1965, співавтор — М. Г. Кузнечикова,
- «Успадкування ознаки одноплідності у цукрового буряка та роль проміжних форм при селекції на однонасінність», 1971, співавтор О. К. Лободін.